# Compagnie des chemins de fer de Cologne-Minden

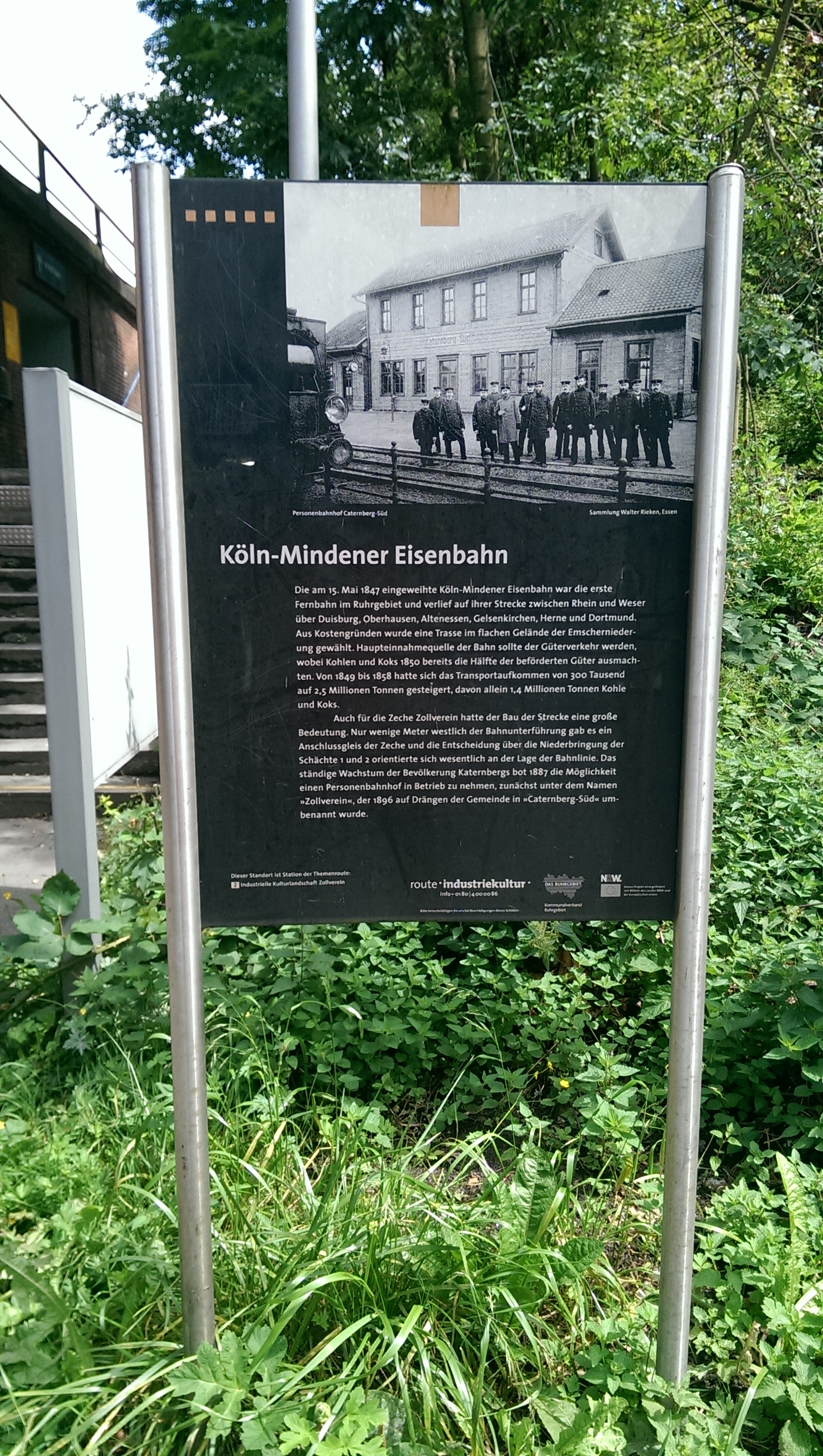
Panneau d'information sur la route du patrimoine industriel à la gare d'Essen-Katernberg Süd

La Compagnie des chemins de fer de Cologne-Minden, forme abrégée donc généralement « CME ») est , avec la Compagnie des chemins de fer bergeois-marckois et la Compagnie des chemins de fer rhénans, l'une des grandes compagnies ferroviaires en activité. du milieu du XIXe siècle, desservant la région de la Ruhr et une grande partie de l'actuelle Rhénanie du Nord-Westphalie par des lignes ferroviaires.

## Fondation
La Compagnie des chemins de fer Cologne-Minden est fondée à Cologne en 1843 pour construire une ligne ferroviaire entre la Rhénanie, devenue prussienne en 1815, et les ports maritimes du nord et la capitale prussienne de Berlin. À partir des années 1830, plusieurs comités ferroviaires des villes de Düsseldorf, Cologne et Aix-la-Chapelle se sont battus entre eux et avec le gouvernement prussien pour trouver une solution. L'objectif principal de tous les efforts de toutes les personnes impliquées est de contourner les droits de douane néerlandais sur le Rhin (de), qui rendent l'importation et l'exportation de marchandises transportées sur le Rhin nettement plus coûteuses.
Certains membres du comité de Cologne sous David Hansemann et du comité d'Aix-la-Chapelle se prononcent en faveur d'une ligne ferroviaire traversant la Belgique, devenue indépendante en 1830, jusqu'au port maritime d'Anvers. Ils fondent la Compagnie des chemins de fer rhénans à Cologne en juillet 1837 et commence la construction de la ligne ferroviaire de Cologne via Aix-la-Chapelle jusqu'à la frontière belge, qui est mise en service par tronçons de 1839 à 1843.
Les autres parties intéressées voient de plus grands avantages dans une liaison entre la Rhénanie et la Weser avec un terminus à Minden afin d'utiliser une liaison maritime de là vers le port maritime de Brême. Dans le même temps, les intérêts ferroviaires du royaume de Hanovre font campagne pour une liaison ferroviaire via Hanovre, Brunswick et Magdebourg vers Berlin. Lors de la création de la Compagnie, le royaume de Prusse reprend 1/7 du capital social. Eduard Kühlwetter (de) est le directeur de 1844 à 1889.

## Construction d'itinéraires

### Ligne principale Cologne-Minden

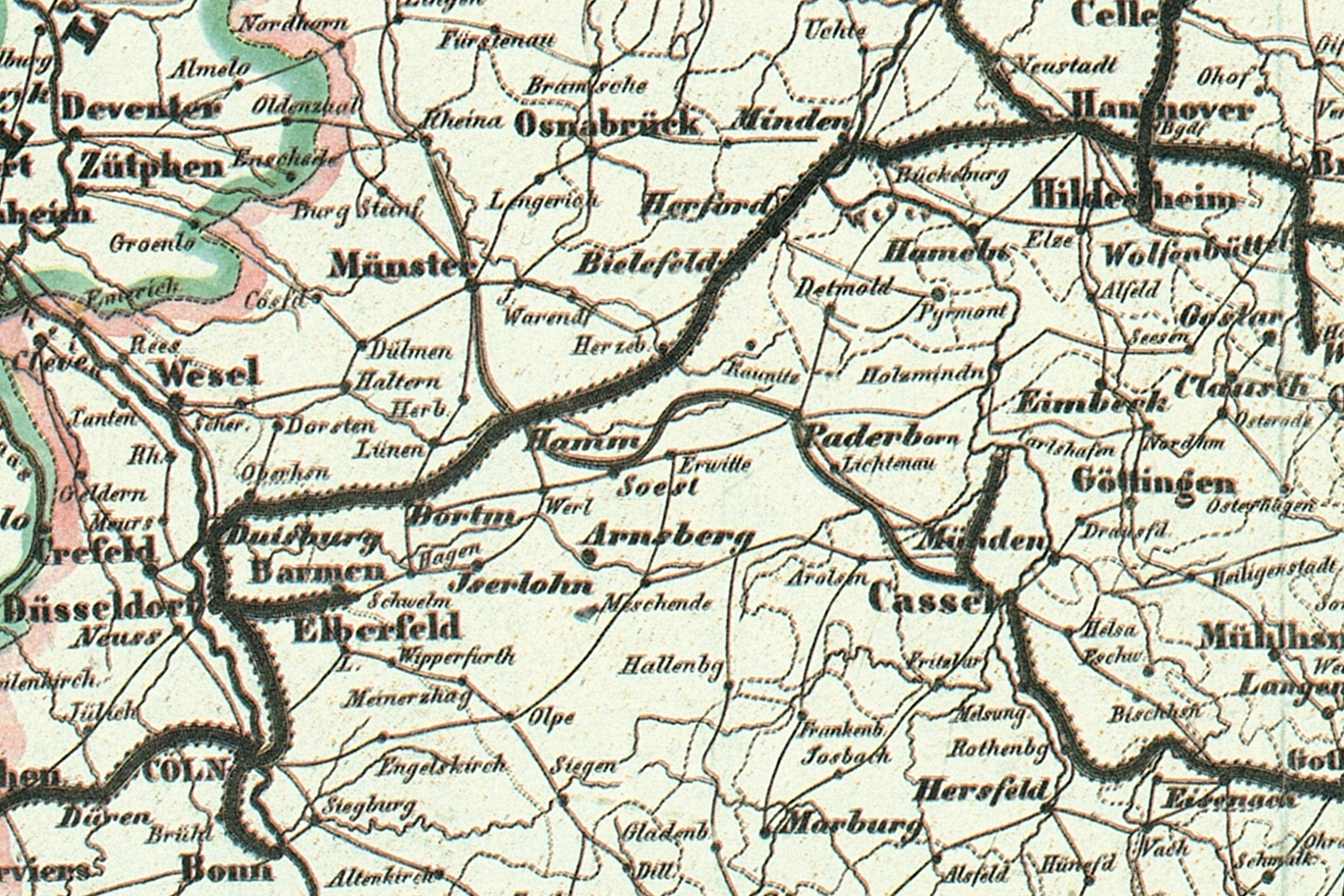
Ligne principale de la Compagnie des chemins de fer de Cologne-Minden sur la carte ferroviaire des États allemands de 1849

Des négociations plus longues ont lieu concernant la route entre Cologne et Dortmund. Les intéressés du Pays de Berg et de la région industrielle de la vallée de la Wupper veulent un tracé à travers le pays vallonné. Cette proposition est toutefois rejetée par la Compagnie car les coûts des ouvrages d'art nécessaires sont trop élevés. Un rapport du commerçant et banquier d'Aix-la-Chapelle David Hansemann décide de tracer la ligne via Düsseldorf, Duisburg et l'actuelle région de la Ruhr et de contourner la vallée de la Wupper. Hansemann considère la route bergeoise comme plus importante économiquement, mais donne la préférence à l'autre route pour des raisons de coût

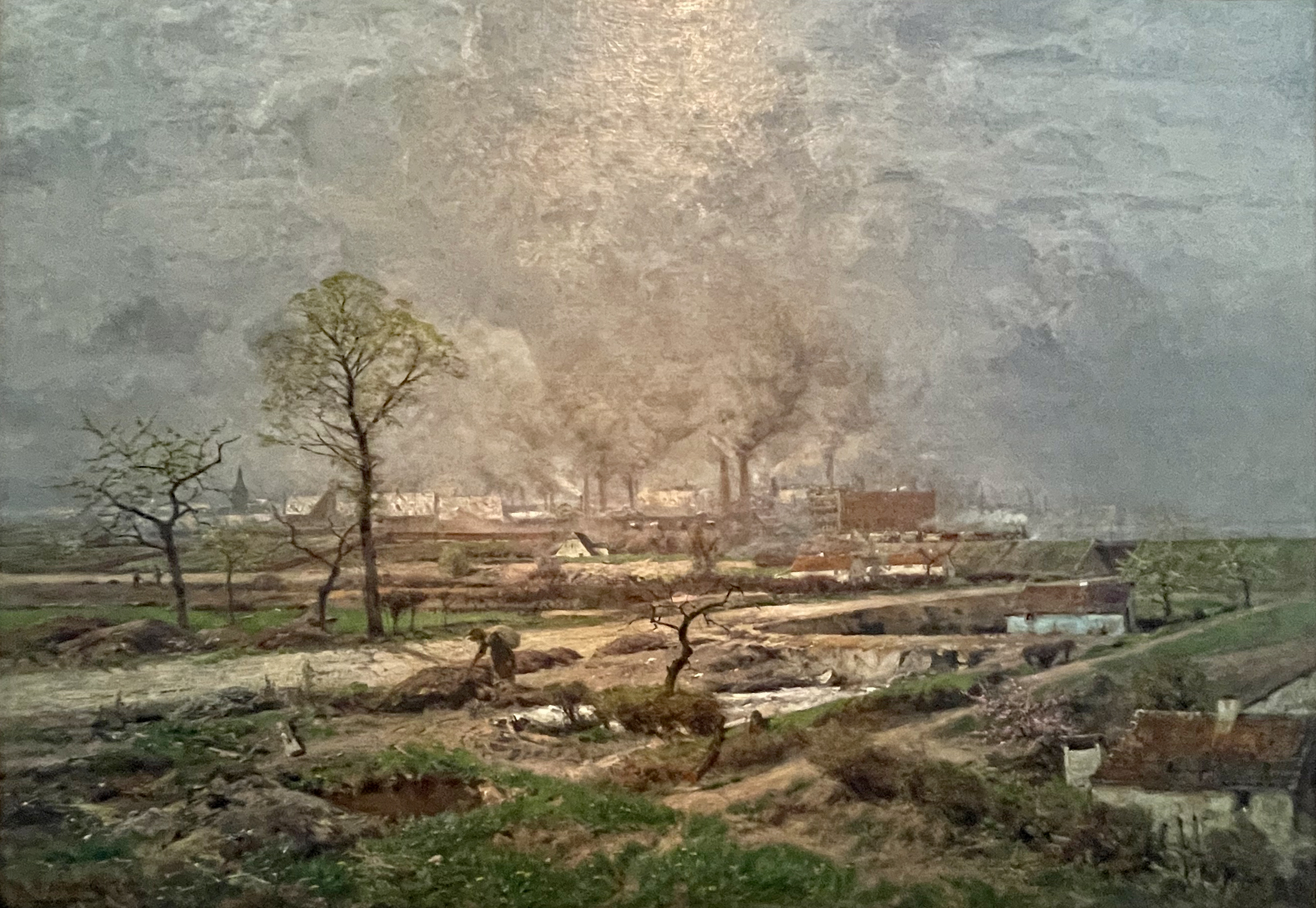
Vue depuis le Jardin public, aménagé en 1891, sur la zone industrielle de Düsseldorf-Oberbilk. Au premier plan la ligne ferroviaire Cologne-Minden. Heinrich Hartung (1897)

Le 18 décembre 1843, la Compagnie des chemins de fer Cologne-Minden reçoit la concession prussienne pour le trajet de Deutz via Mülheim, Düsseldorf, Duisbourg, Oberhausen, Altenessen, Gelsenkirchen, Wanne, Herne et Castrop-Rauxel jusqu'à Dortmund et via Hamm, Oelde, Rheda, Bielefeld et Herford jusqu'à Minden. Avec cet itinéraire, l'option la moins chère est choisie, qui contourne largement le pays de Berg au nord.

Profil d'élévation du projet d'itinéraire rejeté de 1833 via Elberfeld, Barmen, Hagen, Dortmund, Soest, Lippstadt et Bielefeld

Le premier tronçon Deutz-Düsseldorf ouvre le 20 décembre 1845, le deuxième à Duisbourg le 9 février 1846. L'année suivante, le 15 mai, Hamm est atteint via Dortmund, et le 15 octobre 1847, l'ensemble de la ligne de 263 kilomètres jusqu'à Minden est achevé, tout d'abord en voie unique. Le même jour, la ligne de Hanovre à Minden des chemins de fer royaux hanovriens est également entrée en service. Cela signifie que l'une des grandes lignes ferroviaires proposées par Friedrich List, que Friedrich Harkort a également promue, est réalisée.

#### Viaduc de Schildesche
Un ouvrage de pont remarquable le long de la route principale est le viaduc du quartier de Schildesche à Bielefeld. La structure originale est achevée en 1847 sous la forme d'une structure à deux voies avec 28 arches . En 1917, dans le cadre de l'agrandissement de la ligne à quatre voies, un pont en grande partie identique est construit à côté. Après de graves dommages pendant la Seconde Guerre mondiale, le trafic de passagers est détourné jusqu'en 1965 via une voie de contournement, appelée « chemin de fer en caoutchouc ».

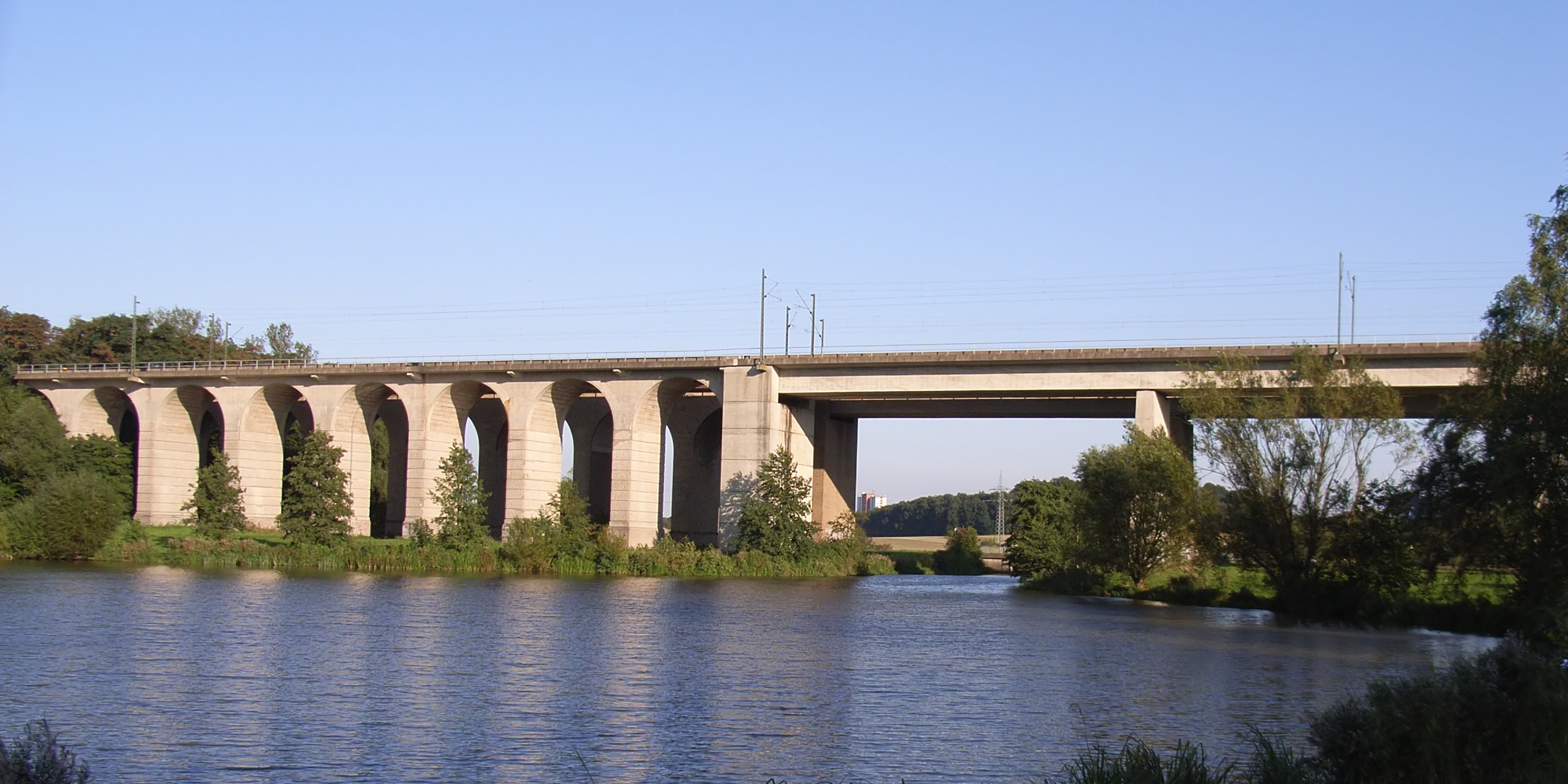
Viaduc de Schildesche
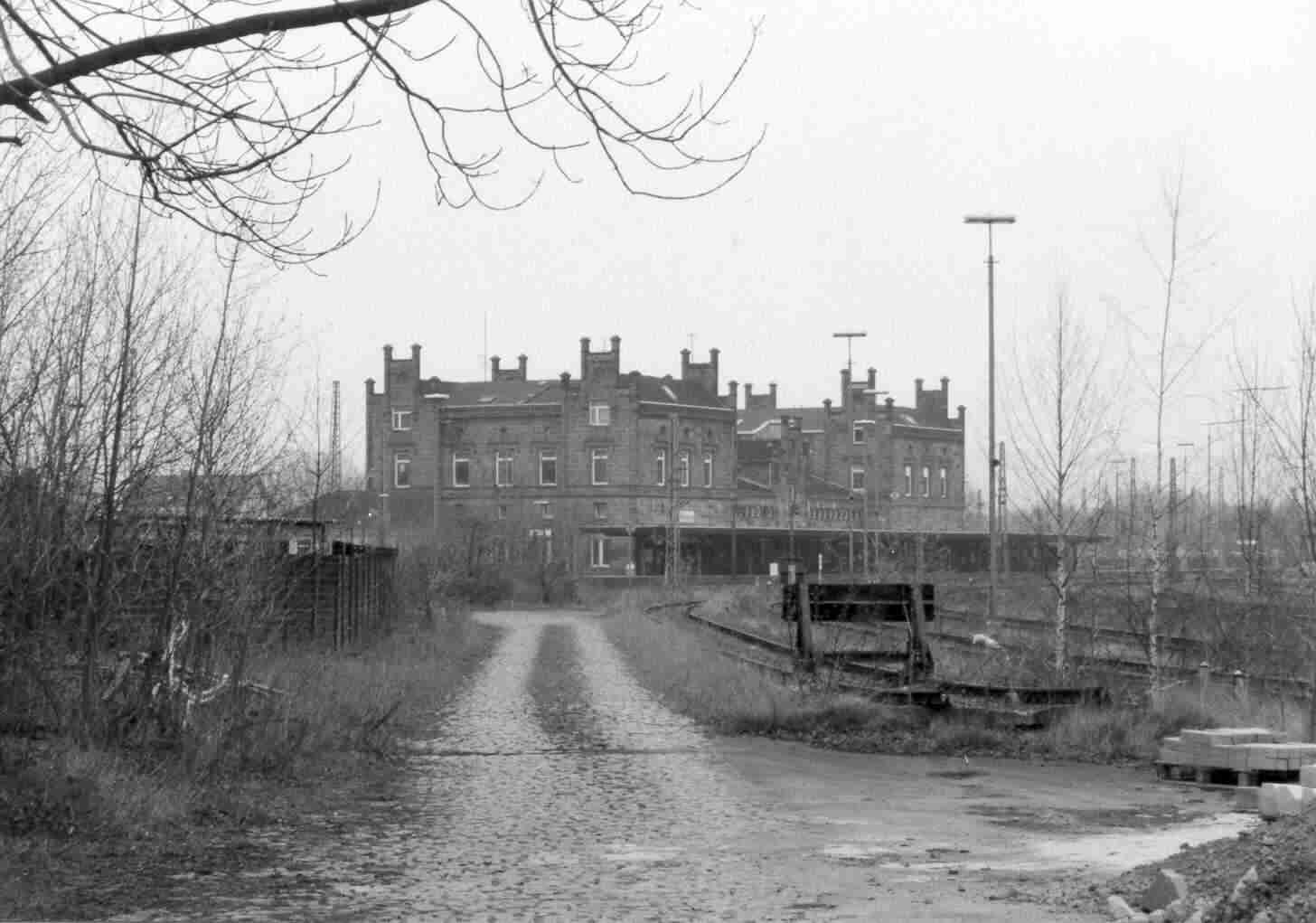
Gare de Minden (de), qui existe depuis 1847
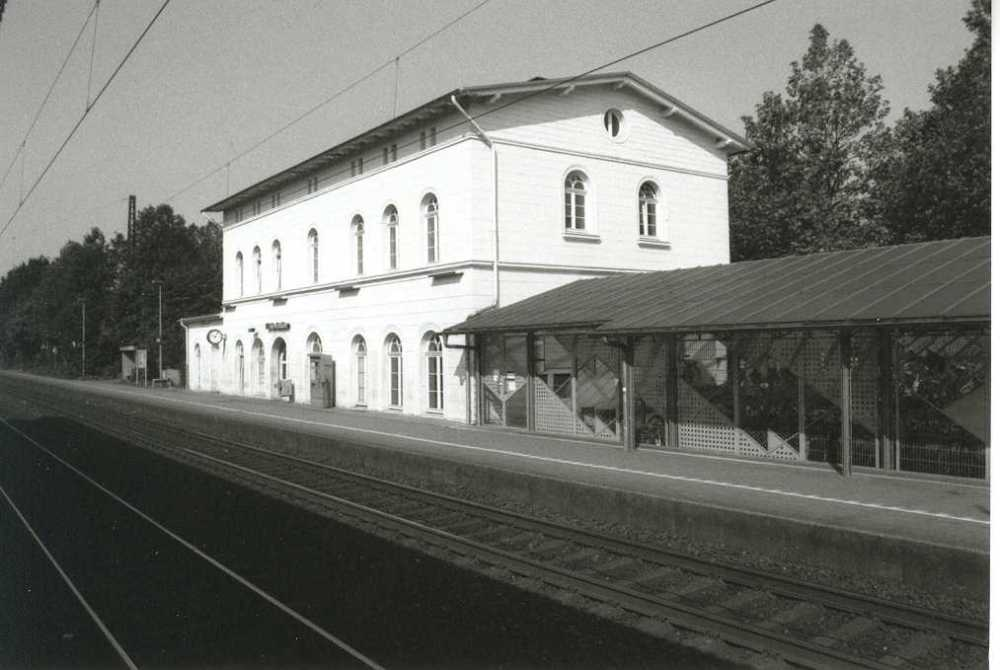
La gare de Kamen, historique depuis 1847
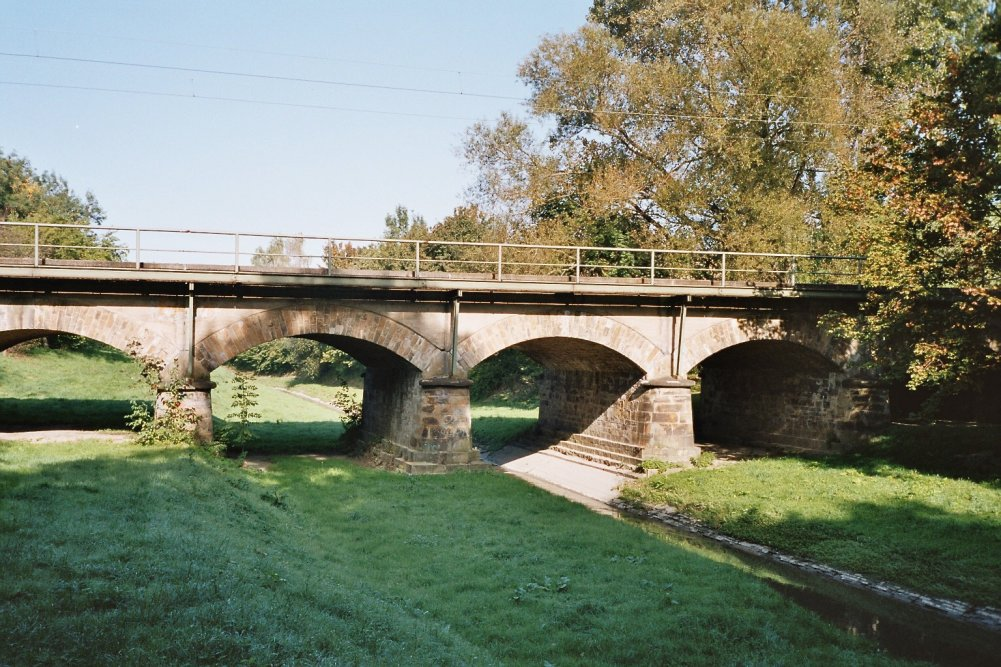
Le pont sur la Seseke (de) de Kamen, construit en 1846

#### Liaison ferroviaire
L'industrie minière, qui va bientôt dominer le trafic ferroviaire de l'époque avec ses transports de charbon, cherche désormais une liaison avec les gares de chargement situées sur cette nouvelle ligne, via des voies de raccordement parfois longues. Dans un rapport de gestion de la CME datant de 1872, on trouve un tableau de plus de 100 voies de raccordement. Certaines ne mesurent que quelques centaines de mètres, mais la plupart font jusqu'à 10 kilomètres de long. Seules six voies de raccordement sont la propriété de la CME. 75 voies de raccordement sont empruntées par des locomotives. Plus de 25 sont exploitées en tant que chemins de fer hippomobiles, où les wagons sont déplacés "par la force humaine et la force des chevaux des propriétaires respectifs".

#### Ligne Ruhrort–Homberg
Durant ses presque quarante années d'existence, le CME se limite largement au transport longue distance. Elle ne construit des lignes de raccordement ou de liaison plus courtes que dans de rares cas, comme en 1848 vers les ports de Duisbourg et (Duisbourg-) Ruhrort.
Pendant la construction de la nouvelle ligne, la Compagnie contacte la Compagnie des chemins de fer Ruhrort-Crefeld-Arrondisement de Gladbach (de) au sujet d'une liaison à travers le Rhin. Ces discussions aboutissent à un contrat entre les deux compagnies ferroviaires le 29 mars 1849 pour la mise en place d'un service de ferry pour les wagons de chemin de fer. La ligne Ruhrort-Homberg (de) entre en service le 12 novembre 1852.

### Pont de la cathédrale de Cologne
Dès le début des années 1850, la Compagnie subit des pressions de la part de l’État pour construire un pont ferroviaire (de) sur le Rhin à Cologne. En 1847, le conseil municipal de Cologne s'adresse également au roi Frédéric-Guillaume IV avec la même demande, qui, par l'intermédiaire du ministère du Commerce, de l'Industrie et des Travaux publics, charge le chef du bâtiment prussien Karl Lentze d'élaborer le plan.  Comme la statique des ponts de grande portée de 100 mètres n'est pas encore maîtrisée à l'époque, le pont n'est initialement prévu que pour le passage de voitures individuelles qui doivent être tirées par des chevaux. L'objectif est d'éviter de devoir recharger deux fois la cargaison lors de l'utilisation de ferries ou de wagons.
Lors de la construction de 1855 à 1859, il est décidé de construire un pont à double voie avec circulation de locomotives, qui disposera d'un pont tournant sur la rive ouest pour l'interrompre en cas de guerre. C'est une exigence de l'armée, qui doit donner son accord pour tout projet de pont. Les modèles sont les ponts ferroviaires sur la Vistule près de Dirschau et sur le Nogat près de Marienbourg, tous deux mis en service en 1857 pour le chemin de fer prussien de l'Est. Il s'agit de ponts à poutres en treillis d'une portée de 131 et 101 mètres. Il est construit sous la direction d'Hermann Lohse (de), qui a déjà construit les ponts ferroviaires près de Dirschau et de Marienbourg et qui construit plus tard pour la Compagnie le premier passage à niveau de l'Elbe près d'Hambourg.
La construction commence après la pose de la première pierre par le roi Frédéric-Guillaume IV le 3 octobre 1855. Il est inauguré en 1859 comme deuxième pont ferroviaire sur le Rhin, avec un pont routier construit en parallèle. Le premier pont ferroviaire sur le Rhin est le pont germano-suisse Waldshut-Coblence (de), achevé la même année et toujours en service aujourd'hui. Cependant, sa portée maximale n’est que de 52 mètres.

### Ligne des Pays-Bas
Avec la « ligne des Pays-Bas » d'Oberhausen via Wesel et Emmerich jusqu'à la frontière germano-néerlandaise près d'Elten et jusqu'à Arnhem (Pays-Bas), la prochaine ligne ferroviaire de 73 kilomètres est créée. Elle est mise en service par tronçons du 15 février au 20 octobre 1856. Sur le tronçon d'Emmerich à la frontière, la CME confie l'exploitation au « Nederlandse Rhijnspoorweg » (NRS) néerlandais.
Il y a des retards dans la planification de l'itinéraire à Wesel. Ici, l'armée demande comment et où la voie ferrée peut passer par la forteresse de Wesel. Des forts doivent être construits au pont de Lippe et à proximité de la gare de Wesel.

### Ligne Deutz-Giessen
En plus des mines de minerai du Siegerland, le chemin de fer Cologne-Minden construit également la ligne Deutz-Gießen (de), long de 183 kilomètres, de Deutz en 1859/62 via Betzdorf, Dillenburg et Wetzlar jusqu'à Gießen avec un embranchement vers Siegen. À Giessen, dans la province de Haute-Hesse (de), il est relié aux chemins de fer grand-ducaux hessois (de).
La construction de la ligne nécessite 26,5 millions de thalers. En raison des conditions particulières du tracé, les coûts de construction s'élèvent ici à 1 088 226 thalers par mile, alors que sur la ligne principale, ils ne sont que de 782 611 thalers par mile.

### Ligne Paris-Hambourg et ligne Hambourg-Venlo

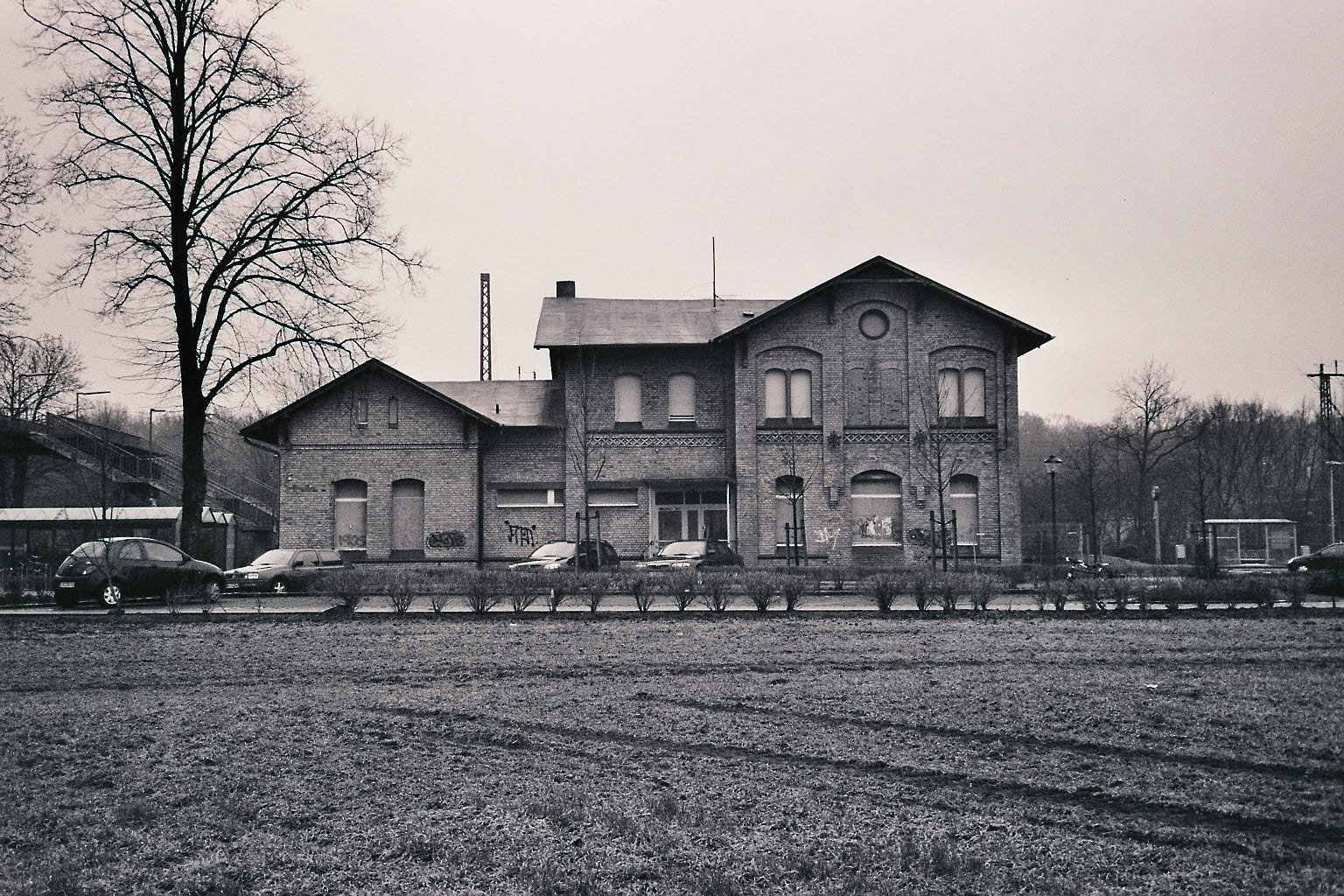
Gare d'Appelhülsen sur la ligne Hambourg-Venlo ; en ruines depuis les années 1990, démoli vers 2010

Le plus grand projet de la Compagnie des chemins de fer Cologne-Minden est né à la fin des années 1860, lorsque la Prusse décide de faire construire et exploiter sur le sol allemand par une compagnie ferroviaire allemande la liaison ferroviaire entre Paris et Hambourg (appelée "Ligne Paris-Hambourg"), projetée par une compagnie ferroviaire française.
Elle remporte l'appel d'offres pour le trajet d'environ 550 kilomètres, alors connu sous le nom de ligne Hambourg-Venlo, contre son concurrent, la Compagnie des chemins de fer rhénans. Des investissements de 43 millions de thalers sont calculés pour sa construction.
La Compagnie des chemins de fer Cologne-Minden s'est toutefois réservé le droit de relier cette nouvelle liaison prévue de Venlo via Wesel, Münster et Osnabrück jusqu'à Brême et Hambourg à sa ligne existante de Cologne à Minden. C'est pourquoi elle commence la construction de la nouvelle ligne le 1er janvier 1870 à Wanne, en tant qu'embranchement de sa ligne principale. Pendant la guerre franco-prussienne, de grandes parties sont mises en service de manière provisoire : Le 1er janvier 1870 jusqu'à Münster, le 1er septembre 1871 jusqu'à Osnabrück et le 15 mai 1873 jusqu'à Hemelingen. Enfin, le 1er juin 1874, la ligne est achevée.
Pendant la construction, la pose de la voie en direction de Venlo (de) commence sur le premier tronçon de ligne achevé à Haltern et Wesel est atteinte le 1er mars 1874. La construction du nouveau pont sur le Rhin près de Wesel (de), à l'époque le plus long pont ferroviaire de l'Empire allemand, retarde l'achèvement du dernier tronçon vers Venlo jusqu'au 31 décembre 1874. Dès la planification, on a argumenté qu'il ne faut pas attendre de rendement de ce tronçon. C'est ainsi que le tronçon Venlo-Straelen est fermé le 3 octobre 1936, après seulement 62 ans, à l'initiative des chemins de fer néerlandais. Petit à petit, la plupart des parties restantes de la ligne, de Straelen à Haltern en passant par Wesel, sont également mises hors service et démontées.
En revanche, le tronçon reliant Wanne-Eickel Hbf à Hambourg est l'une des lignes ferroviaires les plus fréquentés d'Allemagne et est également connu sous le nom de « ligne de roulement ».

### Ligne de la vallée de l'Emscher
La ligne de la vallée de l'Emscher (de), construit entre 1874 et 1878, long de 50 kilomètres, va de Dortmund à Duisbourg-Neumühl via Castrop-Rauxel Süd, Herne (de), Wanne-Eickel (de), Gelsenkirchen-Bismarck (de), Essen-Karnap et Oberhausen-Osterfeld (de) Sud, essentiellement parallèle à l'Emscher. La CME, comme les autres compagnies ferroviaires, s'est installée dans la région de la Ruhr et y cherche également des liaisons avec les mines et les fonderies.

## Nationalisation

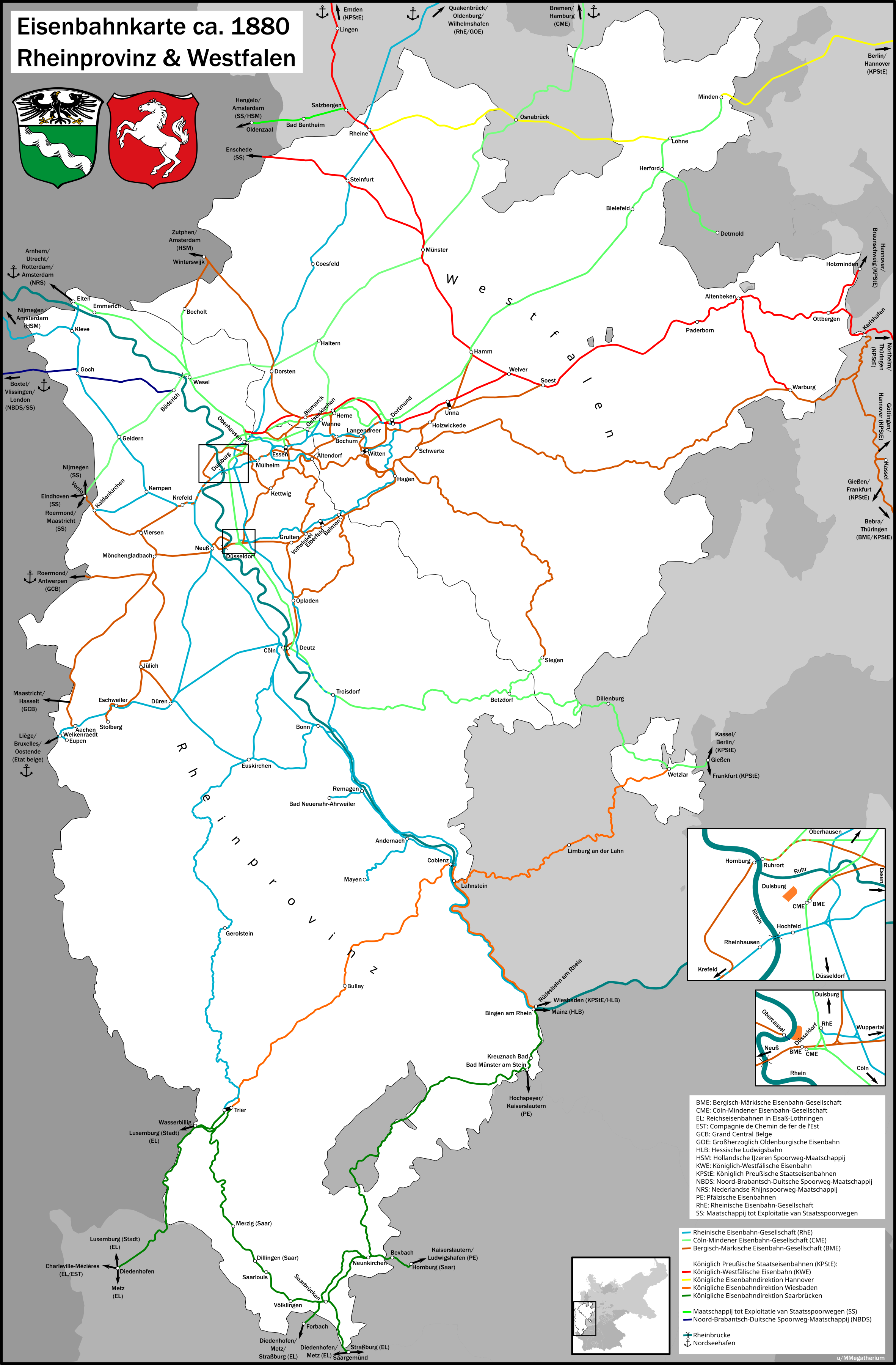
Carte ferroviaire de la province de Rhénanie et de Westphalie (Prusse) peu avant la nationalisation par l'État prussien

La loi nationalisant le chemin de fer Cologne-Minden est promulguée le 20 décembre 1879. À cette date, l'État prussien possède déjà 74% du capital social de la société. La « Direction royale du chemin de fer Cologne-Minden à Cologne » des chemins de fer prussiens, créée pour l'administration et la gestion du chemin de fer, prend en charge la gestion de l'exploitation dès le 1er janvier 1879. Le 23 février 1881, cette direction est rebaptisée "Direction royale des chemins de fer de Cologne sur la rive droite du Rhin".
Lors de la nationalisation, la Compagnie des chemins de fer Cologne-Minden dispose de 619 locomotives et de 17 023 wagons. Elle exploite un réseau ferroviaire de 1 108 kilomètres. Sur ce total, 467 kilomètres sont à double voie. Le prix d'achat, financé par des emprunts d'État, s'élève à 509 326 500 marks. La Compagnie est dissoute le 1er janvier 1886.